# ITF Women's Circuit Wenshan 2013
L'ITF Women's Circuit Wenshan 2013 è stato un torneo di tennis facente parte della categoria ITF Women's Circuit nell'ambito dell'ITF Women's Circuit 2013. È stata la 3ª edizione del torneo che si è giocata a Wenshan in Cina dal 22 al 28 aprile 2013 su campi in cemento e aveva un montepremi di $50,000.

## Partecipanti

### Teste di serie
| Nazionalità   | Giocatrice              | Ranking* | Testa di serie |
| ------------- | ----------------------- | -------- | -------------- |
| Cina          | Duan Yingying           | 117      | 1              |
| Cina          | Zheng Saisai            | 161      | 2              |
| Cina          | Wang Qiang              | 187      | 3              |
| Giappone      | Yurika Sema             | 203      | 4              |
| Kazakistan    | Zarina Dijas            | 218      | 5              |
| Thailandia    | Varatchaya Wongteanchai | 228      | 6              |
| Giappone      | Junri Namigata          | 244      | 7              |
| Taipei cinese | Chan Chin-wei           | 264      | 8              |

- Ranking al 15 aprile 2013.

### Altre partecipanti
Giocatrici che hanno ricevuto una wild card:
- Tian Ran
- Yang Zhaoxuan
- Yi Mengjuan
- Zhang Kailin

Giocatrici che sono passate dalle qualificazioni:
- Jang Su-jeong
- Liu Fangzhou
- Miki Miyamura
- Zhao Di

## Vincitrici

### Singolare
Zhang Yuxuan ha battuto in finale  Wang Qiang con il punteggio di 1–6, 7–6(4.), 6–2.

### Doppio
Miki Miyamura /  Varatchaya Wongteanchai hanno battuto in finale  Rika Fujiwara /  Junri Namigata con il punteggio di 7–5, 6–3